# 香港象棋總會
香港象棋總會（英語：Hong Kong Chinese Chess Association）於1952年成立，除個人會員外，會員亦包括荃灣、元朗、沙田等地方棋會及多個組織。

## 歷史

### 创立
1950年始由滬籍人士徐季良、王志聖、陳志川、董文淵等組設「中國象棋會」，英文為The Hong Kong Chinese Chess Association，會址則在中環華人行某郵票社內。鄭桂芬先生及黃彼得（秋士）先生之贊助，聯名向香港政府申請註冊，正式組織棋會，由於「中國象棋會」雖停止活動，但名義尚未撤銷，因其註冊在前，不能雷同重複，故中文定名為「港九國弈象棋研究會」，而英文則為The Kowloon Chinese Chess Association (H.K.)，於1952年春獲社團註冊處批准備案，棋會宣告正式成立，最初之會址設在九龍紅磡蕪湖街65號2樓，該處乃上海棋友朱銘源之寓所。

### 初期发展
棋會成立初期，會員亦僅二十餘人而已，公推鄭桂芬為會長，黃彼得為主席，李志海為總幹事，吳文威為司庫，朱銘源、霍竹生、陳國風、梁利成、李潤成、胡焯榮、何本治、潘鴻為幹事。棋會成立後，因朱銘源舉家離港赴台，故會址遷移至香港中環租卑利街14號二樓「酒業商會」內，因鄭會長為「酒業商會」當屆理事長，故獲得借用之便，每逢星期二、四晚開放，可供會員對弈之用。鄭會長及黃主席協商，進行積極擴展棋會組織，並請求棋界前輩歐陽長、勞立、雷法耀、何魯蔭、朱劍釗、蘇天雄、黎子健、勞勉之、簡文孝、何鏡波、林中暖、江敦彥等協助，延攬各界熱心人士及棋界名宿參與會務，並採用理監事制，此項計劃獲得良好反應，改制後之理監事會遂於1954年4月1日宣告成立，會長鄭桂芬、理事長歐陽長、副理事長吳晚成、勞立（兼財務主任）、監事長雷法耀（雷乃美國華僑，早已有「台山棋王」之稱，為棋壇名宿陳松順之開山師傅，經營出入口業務，對棋會熱心支持，其後移居美國，在三藩市仍提倡象棋，教導美國人學弈，20世纪80年代初逝世），另理事６人，監事６人。 而會址亦遷至九龍彌敦道745號３樓，同時又附設遊樂部，請朱劍釗先生（其後歷任棋會副理事長、監事長、會長凡三十餘年）及羅智笙先生主持遊藝康樂節目。其後每年均舉辦全港單人棋賽、團體賽、名手賽等，成為香港推動棋運之主導力量。理監事會蟬聯兩屆，至1958年改選，公推吳晚成為理事長，歐陽長轉任監事長（其後改任會長，直至1994年始退休，擔任棋會首長達40年），勞立、朱劍釗為副理事長，另理事８人，監事６人，職員會蟬聯凡數屆，除每年經常性主辦公開賽之外，更舉行「校際棋賽」及「學生個人賽」，倡導青少年參加此項正當康樂活動，亦協助各社區及團體主辦象棋各項賽事，深受棋界推崇。又於1962年８月，與澳門國弈會（即今澳門象棋總會）協商簽訂每年舉行一次埠際盛大象棋賽，在澳、港兩地輪值舉行，其間除1967至1972年一度終止外，至1978年共舉行十屆，兩地棋友在棋藝交流中作出貢獻，友誼更為密切。

### 创立规例
另在1966年，棋會同人合力創制輯訂「中國象棋比賽規例」，開棋界訂例之先河，備受推譽為香港棋壇之集體創作，亦蒙各地棋界推許為最有建設性之嘗試。

### 更名
1968年7月改選，擴大理監事名額，理事會15人，監事會9人，1977年8月，棋會召開特別會員大會，通過修改會章以利擴大招收會員，並正中英文名稱，由於徐季良、陳志川等創立之「中國象棋會」已停頓多年，故得社團註冊處正式核准，棋會中文名為「香港國弈會」，英文為Hong Kong Chinese Chess Association。1981年，棋會派員訪問中國各地回港後，鑒於棋會名稱有「名不正則言不順」之感，「香港國弈會」雖屬文雅挺秀，但未能直接表達象棋之真意，遂召開會員特別大會，通過英文名仍為Hong Kong Chinese Chess Association，而中文則正名為「香港象棋總會」，並獲得社團註冊處批准確定。

### 更改地址
該會於1976年9月遷入灣仔天樂里9號兆豐大廈4樓Ｄ座，歡迎會員及棋友前往弈棋研究，並聘澳門棋王梁兆光為職員，管理會所、招收會員及棋賽接受報名等工作。至1982年由於業主加租過高，難於負荷，又遷往灣仔軒尼詩道354號昌業大廈15樓，至1985年2月底，因租約期滿又復遷出，一年前棋會已無力繳付房租，由吳晚成、曾振邦、林定波、李志海各借支一部份，梁利成則共墊付二萬餘元，所有借款，財務組僅記錄在案，至今未有歸還，故唯有不再租賃會址，僅設通訊地址於曾振邦律師樓，遇有棋賽進行時則租用市政局轄下的場地。由於租用會址屢受到租金昂貴、租約期限等問題困擾，故會內熱心人士李時佑會長、蔡仲夔會長建議，組織籌集資金，購買樓宇租與棋會應用，既可一勞永逸，棋會又可減輕負擔，此建議獲得全體理監事一致贊同，並公推李時佑會長為籌委會主席，梁利成理事長亦親往謁見霍英東名譽會長，陳述情況，霍會長立即表示願意協助玉成，於是委托律師行辦理，象徵式收取每月＄1，永久租與棋會使用，以推廣中國象棋文化。1985年10月31日於海城酒樓召開第一次會議，決定集資數目及進行購買樓宇，決定永久租與棋會及租金（最低）等，並定租約。會址在九龍新填地街249─253號宏昌商業大廈４字樓Ｅ／Ｆ室。及後，李時佑會長與世長辭，臨終前，向香港象棋總會承諾，自己所付出購買會址的資金，全數捐給香港象棋總會，會址沿用至今。

### 联谊
棋會內亦有應加強與本地各區象棋組織加深聯繫之建議，而元朗、荃灣、沙田各區均有象棋會之組織，其領導者均為熱心人士，於是共同協商每年舉辦一屆「四角金盃賽」，由元朗、荃灣、沙田各棋會及象總輪流主辦，每隊派出6至10位比賽員作循環賽，在酒樓舉行並聯歡宴會，由1986年至1997年已舉行12屆，愛好棋藝者共聚一堂，切磋棋藝及聯絡感情。香港業餘體育協會於1994年年10月通知棋會，在灣仔新伊利沙白體育館內，分配一房間作為香港象棋總會辦事處，房號為1002室。

## 香港象棋總會舉辦比賽
- 全港中國象棋個人賽
- 全港中國象棋團體賽
- 全港中國象棋名手邀請賽
- 全港中學生中國象棋個人賽
- 全港小學生中國象棋賽

## 香港組別比賽
自1999年起，全港個人賽分甲、乙組進行，每屆甲組卅三名及以下將喪失甲組資格，乙組前八名則獲得甲組資格。自2002年起，制度更改如下，凡香港甲組棋手，如連續兩屆缺席甲組賽事，將喪失甲組資格。即上屆缺席者，今屆若再度缺席將喪失其甲組資格，香港象棋特級大師及香港象棋大師不受此限。自2003年起，制度更改如下，全港個人賽甲組名次最後百分之二十的棋手將喪失甲組資格，降至乙組，乙組前八名則獲得甲組資格。香港甲組棋手及並未參加過全港中國象棋個人賽（甲組）的香港象棋特級大師、香港象棋大師將可參加來屆全港中國象棋個人賽（甲組）。

## 外部連結
- 官方网站 （页面存档备份，存于）